# Савицкий, Николай Николаевич
Николай Николаевич Савицкий (4 (16) января 1892, Киев, Российская империя — 8 октября 1984, Ленинград, СССР) — советский терапевт, академик (1956, чл.-корр. с 1946) Академии медицинских наук СССР. Заслуженный деятель науки РСФСР (1948). Генерал-майор медицинской службы (1948), доктор медицинских наук (1935), профессор (1931).

## Биография
Родился в Киеве в семье инженера.

Могила Савицкого на Богословском кладбище Санкт-Петербурга.

В 1915 окончил Военно-медицинскую академию.
С 1931 профессор той же академии (до этого работал на кафедре академической (факультетской) терапии под руководством профессора Н. Я. Чистовича (1920—1924) и на кафедре госпитальной терапии под руководством профессора Д. О. Крылова (1924—1930), в 1915—1920 работал войсковым врачом, затем ординатором военного госпиталя, участник Гражданской войны).
В 1936—1962 начальник кафедры пропедевтики внутренних болезней. С 1949 по 1960 г. заведующий лабораторией экспериментальной терапии.

## Научная деятельность
Исследования посвящены гемодинамике, патогенезу функциональных шумов сердца.
Разработал графические методы определения артериального давления (минимального, максимального среднего и бокового давления), определения ударного и минутного объёма сердца, величины периферич. сопротивления и др.
Под его руководством создан аппарат-механокардиограф, метод термоэлектрометрии внутренних органов, определения малых количеств метгемоглобина, конструкции специальных манометров, портативного осциллографа и др.

### Сочинения
- Сердце. Методика исследования и диагностика. — М.; Л., 1929.
- Кислородная терапия. — Л., 1940.
- Частная патология и терапия поражений боевыми отравляющими веществами. — 3-е изд. — Л., 1941.
- Некоторые методы исследования и функциональной оценки системы кровообращения. — Л., 1956.
- Фармакодинамика сердечных гликозидов. — Л., 1974.

## Награды и звания
Лауреат Сталинской премии (1951).